# Sistem de administrare a conținutului
Un sistem de administrare a conținutului sau CMS (în engleză Content Management System, CMS) este un sistem software creat pentru automatizarea cât mai deplină a gestiunii conținutului, în special a site-urilor web. Scopul este de a reduce sau elimina intervenția programatorilor la editarea și administrarea site-urilor lor. CMS-ul facilitează organizarea, controlul și publicarea de documente sau alt tip de conținut, cum ar fi imagini și resurse multimedia. Un CMS facilitează adesea crearea in comun de documente. Un "CMS web" este un CMS cu facilități adiționale pentru ușurarea publicării de conținut pe diversele site-uri.
Date fiind complexitatea site-urilor web și inexistența unui model standard, definirea unitară a CMS precum și a părților sale componente este foarte greu de realizat. Granițele dintre portale, sisteme CMS, DMS (Document Management System – Sistem de Administrare a Documentelor) și ECS (E-commerce Systems – Sisteme de Comerț Electronic) nu sunt evidente și acestea adesea se suprapun.
Sistemele de administrare a conținutului web sunt folosite adesea pentru stocarea și controlul documentelor cum ar fi articole, manuale tehnice sau de alte naturi, ghiduri de vânzări și broșuri de marketing. Un CMS poate avea următoarele funcții:
- Crearea și transferul de documente și material multimedia
- Identificarea utilizatorilor cheie și a rolului lor în gestionarea conținutului
- Atribuirea de roluri și responsabilități diferitelor categorii de conținut
- Definirea de sarcini de lucru, adesea cuplate cu trimiterea de mesaje în funcție de eveniment, astfel încât managerii de conținut sunt alertați automat când intervin schimbări ce îi privesc
- Urmărirea și organizarea mai multor versiuni ale aceluiași element de conținut.
- Publicarea conținutului într-o bibliotecă, pentru a sprijini accesul la conținut. În ultima vreme biblioteca (bază de date) este o parte tot mai importantă a sistemului; ea poate fi ușor interogată.

## Sisteme de administrare a conținutului web ( CMS )
De obicei un asemenea sistem oferă unelte software prin care utilizatorii fără cunoștințe de programare pot totuși crea și organiza conținutul cu relativă ușurință. Majoritatea sistemelor folosesc o bază de date pentru stocarea conținutului, și un layer de prezentare pentru afișarea acestuia vizitatorilor obișnuiți, bazat pe un set de modele sau mostre (templates). Administrarea se face în mod normal printr-un browser web, dar unele sisteme pot fi modificate și pe alte căi.
Un CMS web diferă de creatoare de site-uri precum FrontPage sau Dreamweaver prin faptul că un CMS permite utilizatorilor fără cunoștințe tehnice să facă schimbări în site cu training puțin sau deloc. Un CMS este ușor de folosit și permite utilizatorilor autorizați să administreze un site web. Un CMS este mai mult o unealtă de întreținere decât de creare de site-uri.
Un sistem de administrare a conținutului web oferă următoarele facilități cheie:
- Template-uri automate - Creează template-uri vizuale standard care pot fi aplicate automat conținutului nou și existent, creând un punct central pentru schimbarea interfeței unui site web.
- Conținut ușor editabil - Odata ce conținutul e separat de reprezentarea vizuală a site-ului, editatul și manipulatul devin de obicei mult mai ușoare și mai rapide. Cele mai multe CMS-uri includ unelte de editat WYSIWYG ce permin personalului non-tehnic să creeze și să editeze conținut.
- Scalable feature sets - Cele mai multe CMS-uri au plugin-uri sau module care pot fi instalate ușor pentru a extinde funcționalitatea.
- Upgrade-uri după standardele web - Soluțiile active de administrare a conținutului primesc de-obicei update-uri regulate care includ noi facilități și țin sistemul la standardele web.
- Administrarea workflow-ului - Workflow-ul este procesul creării de sarcini secvențiale și paralele care trebuiesc indeplinite de către CMS. De exemplu, un creator de conținut scrie un articol care nu este publicat pe site până cand nu este curățat de editorul de copii și aprobat de editorul șef.
- Administrarea documentelor - CMS-urile pot veni cu mijloace de gestionare a ciclului de viață al unui document, de la creare, prin revizii, publicare, arhivare și distrugere.

## Operarea
Un sistem de administrare a continutului unui site web rulează des pe serverul site-ului. Majoritatea sistemelor oferă acces controlat pentru diferite ranguri de utilizatori cum ar fi administratorii, editorii si creatorii de conținut. Accesul se face de obicei prin browser-ul web, posibil combinat cu FTP pentru uploadarea conținutului.
Creatorii de conținut incarcă documentele lor in sistem. Editorii acceptă sau resping documentele, editorii de layout aranjează site-ul. Editorul șef este deci responsabil cu publicarea conținutului pe site-ul live. CMS-ul controlează și ajută la controlarea fiecărui pas din workflow, incluzând partea tehnică a publicării documentelor pe unul sau mai multe servere web.
Conținutul și toate informațiile care au legătură cu site-ul sunt de-obicei stocate într-o bază de date relaționala pe server. CMS-ul ține în mod normal evidența edițiilor anterioare ale site-ului și a edițiilor nepublicate încă.
Paginile controlate și publicate printr-un CMS pot fi apoi văzute de vizitatorii site-ului.

## Terminologie
Următorii termeni sunt adesea folosiți referitor la CMS-urile web, dar nu sunt nici standard nici universali:
- Bloc - Un bloc este un link către o secțiune din site-ul web. Blocurile pot de-obicei fi setate sa apară în toate paginile site-ului (de exemplu pe un meniu de navigație) sau doar în pagina principală.
- Modul - Un modul de conținut este o secțiune a site-ului, de exemplu o colecție de articole de știri, o secțiune FAQ, etc.
- Temă - O temă definește aparența fiecărei pagini din site, controlând proprietăți cum ar fi culori și fonturi.

## Tipuri de CMS-uri
- CMS-uri bazate pe module - Majoritatea sarcinilor din ciclul de viață al unui document sunt îndeplinite de module ale CMS-ului. Module comune sunt crearea și editarea de documente, transformarea și publicarea.
- TODDS CMS - TODDS (din engleza "Totally Organic Data Driven System"). E o unealtă nouă care ajuta departamentele IT să-și facă slujba mai eficient, în special când ar trebui să aparțină unei organizații de tip marketing.
- CMS bazat pe web - O altă apropiere față de construirea de CMS-uri folosește baze de date cum ar fi PostgreSQL, MySQL sau MS SQL, și limbaje de scripting cum ar fi Coldfusion, PHP, JSP sau ASP pentru interacțiunea cu datele, pentru a le introduce în conținutul vizual. Datele sunt compilate în pagini HTML sau alte documente și transformate folosind CSS. Aceste sisteme pot include un număr de alte funcții, cum ar fi forumurile, blogurile sau newsletterele e-mail.